# Dlouhý Újezd
Dlouhý Újezd (en allemand : Langendörflas) est une commune du district de Tachov, dans la région de Plzeň, en Tchéquie. Sa population s'élevait à 392 habitants en 2022.

## Géographie
Dlouhý Újezd se trouve à 4 km au sud du centre de Tachov, à 54 km à l'ouest de Plzeň et à 135 km à l'ouest-sud-ouest de Prague.
La commune est limitée par Studánka au nord, par Tachov au nord-est et à l'est, par Částkov et Hošťka au sud, et par Lesná à l'ouest.

## Histoire
La première mention écrite du village date de 1361.

## Transports
Par la route, Dlouhý Újezd se trouve à 4 km du centre de Tachov, à 67 km de Plzeň  et à 163 km de Prague. 